# Teretrius feae
Teretrius feae är en skalbaggsart som beskrevs av Lewis 1888. Teretrius feae ingår i släktet Teretrius och familjen stumpbaggar. Inga underarter finns listade i Catalogue of Life.